# Hot Rats
| 전문가 평가      | 전문가 평가       |
| 평가 점수        | 평가 점수         |
| 출처             | 점수              |
| ---------------- | ----------------- |
| AllMusic         | [ 1 ]             |
| Robert Christgau | C                 |
| Rolling Stone    | (favorable)       |
| Uncut            | 9/10              |
| Yahoo! Music     | (favorable)       |
| All About Jazz   | (very favourable) |
| The Daily Vault  | A-                |

《Hot Rats》는 1969년 10월 10일에 발매된 미국의 음악가 프랭크 자파의 두 번째 솔로 음반이다. 여섯 곡 중 다섯 곡이 기악곡이고, 다른 한 곡인 〈Willie the Pimp〉은 캡틴 비프하트의 보컬이 특징이다. 이 음반은 머더스 오브 인벤션 해체 이후 자파의 첫 음반 프로젝트였다. 자파는 그의 원래 재킷 노트에서 이 음반을 "너의 귀를 위한 영화"라고 묘사했다.
《Q》는 "코스믹 록 앨범 40장" 목록에서 음반 13위를 차지했다. 이 책은 또한 《죽기 전에 꼭 들어야 할 앨범 1001》에 수록되었다.

## 커버 아트
60년대 후반의 색채가 풍부하고 환각적인 아우라는 《Hot Rats》의 그래픽 디자인과 사진에서 분명히 나타나지만, 자파 자신은 환각적 운동을 경멸했다. 게이트폴드 커버가 보통 더블디스크 음반용으로 예약되어 있던 당시, 이 원디스크 음반은 칼 쉔켈의 정교한 커버 아트를 담은 게이트 폴드를 가지고 있었다. 안디 나탄슨의 앞뒤 커버 사진은 적외선 사진을 사용하며, 우스꽝스러울 정도로 유머러스한 모습과 함께 시각적 이미지를 돋보이게 하는 자파의 취향을 반영한다. 커버에 찍힌 여성은 크리스틴 프리카로, The GTOs의 크리스틴이라는 가명이다. 수년간 이 커버 사진들은 에드 카레프에게 잘못 인식되었다.

## 곡 목록
모든 곡들은 프랭크 자파가 작사/작곡하였다.
| #  | 제목                       | 재생 시간 |
| -- | -------------------------- | --------- |
| 1. | 〈Peaches en Regalia〉     | 3:38      |
| 2. | 〈Willie the Pimp〉        | 9:21      |
| 3. | 〈Son of Mr. Green Genes〉 | 8:58      |

| #  | 제목                     | 재생 시간 |
| -- | ------------------------ | --------- |
| 4. | 〈Little Umbrellas〉     | 3:06      |
| 5. | 〈The Gumbo Variations〉 | 12:53     |
| 6. | 〈It Must Be a Camel〉   | 5:15      |